# Piet Borst
Piet Borst (* 5. Juli 1934 in Amsterdam) ist ein niederländischer ärztlicher Biochemiker und Molekularbiologe und Zeitungs-Kolumnist. Er brachte früh die Gentechnik in die Niederlande und forscht über Krebs.
Borst studierte 1952 bis 1958 an der Universität Amsterdam Medizin und  promovierte 1961 bei E. C. Slater mit einer Arbeit in der Krebsforschung. 1963 machte er sein Arztexamen. 1963 bis 1965 forschte er bei Severo Ochoa an der New York University und war danach Lektor für Biochemie an der Universität Amsterdam. 1969 wurde er dort Professor für Klinische Biochemie. Ab 1983 war er wissenschaftlicher Direktor des Niederländischen Krebsinstituts (Nederlands Kanker Instituut, NKI) am Antoni von Leeuwenhoek Krankenhaus. 1987 wurde er dort Direktor und 1999 ging er in den Ruhestand. Er forscht dort weiter, in jüngster Zeit über die J-Base, eine in Trypanosomen von Borst und Mitarbeitern neu entdeckte DNA-Base, ihre Funktion und Biosynthese. Außerdem beschäftigt er sich mit dem Mechanismus, wie Krebszellen resistent gegen Medikamente werden.
Borst ist in den Niederlanden außerdem engagiert gegen medizinische Grenzgänger (alternative Medizin) und im „Verein gegen die Quacksalberei“ (Vereniging tegen de Kwakzalverij). Er schreibt in diesem Sinn regelmäßig eine Kolumne im NRC Handelsblad.
1984 erhielt er den Paul-Ehrlich-und-Ludwig-Darmstaedter-Preis, 1989 den Howard Taylor Ricketts Award und die Leeuwenhoek-Medaille der Royal Society, 1992 die Robert-Koch-Medaille und 1992 den H.P.-Heineken-Preis für Biochemie und Biophysik. 2023 wurde er mit dem Lasker~Koshland Special Achievement Award in Medical Science ausgezeichnet.
Er ist Kommandeur des Ordens vom Niederländischen Löwen, Foreign Honorary Commander of the Order of the British Empire (CBE), Mitglied der Königlich-Niederländischen Akademie der Wissenschaften, der Royal Society, der National Academy of Sciences, der American Academy of Arts and Sciences, der Academia Europaea und der EMBO. Borst ist Ehrendoktor der Universitäten in Leiden und Dundee.
Zu seinen Doktoranden zählt Titia de Lange.